# Agelasta transversa
Agelasta transversa är en skalbaggsart som beskrevs av Newman 1842. Agelasta transversa ingår i släktet Agelasta och familjen långhorningar.
Artens utbredningsområde är Filippinerna. Inga underarter finns listade i Catalogue of Life.